# 해티 맥대니얼
해티 맥대니얼(영어: Hattie McDaniel, 1895년 6월 10일 ~ 1952년 10월 26일)은 미국의 배우이다. 1939년 《바람과 함께 사라지다》에서 스칼렛의 하녀 매미 역을 맡아 아카데미 상 여우조연상을 수상하였다. 그녀는 아프리카계 미국인 최초의 아카데미 상 수상자이다.

## 생애
캔자스주 위치토에서 태어나 후에 콜로라도주 덴버로 이주하여 자라왔다. 1910년부터 쇼 비지니스 경력을 시작하여 자신 가족의 악극단과 함께 여행을 다녔다. 1920년대에는 보더빌(vaudeville) 가수로서 공연을 하였고, 1931년 헐리우드로 향하였다.
거기서 영화 경력을 설득하여 1932년 《황금의 서부》로 데뷔했다. 그녀는 1930년대와 1940년대 사이에 많은 영화들에 출연하였는 데, 《난 천사가 아니다》(1933년), 《쇼우보트》(1936년), 《아무도 무섭지 않다》와 《사라토가》(1937년), 《이 우리의 인생에서》(1942년), 《남부의 노래》 (1946년) 등이 있다.
그녀는 1947년부터 1952년 건강이 악화될 때까지 라디오 코미디 프로그램 《뷸라》(Beulah)에 출연하였다. 1952년 10월 26일 캘리포니아주 우들랜드 힐스에서 유방암으로 사망하였다.

## 영화
- 금발의 비너스
- 슬픔은 그대 가슴에 (1934년 영화)
- 엘리스 아담스
- 쇼 보트 (1936년 영화)
- 라이벨리드 레이디
- 바람과 함께 사라지다 (영화)
- 대단한 거짓말
- 님은 가시고 (1944년 영화)
- 남부의 노래